# Kalendarz aztecki
Aztekowie używali dwóch kalendarzy. Jeden z nich – kalendarz słoneczny (Xiuhpohualli), składał się z 365 dni podzielonych na 18 miesięcy po 20 dni oraz dodatkowych 5 dni – Nemotemi (bez imienia, numerowane od 0 do 4). Dni dodatkowe przynosiły nieszczęścia. Każdy miesiąc miał nazwę związaną z rolnictwem, rozwojem roślinności, pracami polowymi. Kolejne dni były ponumerowane od 0 do 19. Według tego kalendarza obchodzono coroczne święta, składano ofiary.

## Podział roku słonecznego według azteckiego kalendarza słonecznego (Xiuhpohualli)
| Miesiąc aztecki                                    | Czas trwania w obecnie obowiązującym kalendarzu | Obrzędy                                                                    |
| -------------------------------------------------- | ----------------------------------------------- | -------------------------------------------------------------------------- |
| 1. Atlcoualco (brak wody)                          | 12 lutego – 3 marca                             | wywoływanie deszczu, ofiary dla Tlaloca                                    |
| 2. Tlacaxipehualiztli (obdzieranie ludzi ze skóry) | 4 marca – 23 marca                              | czas siania, tańce kapłanów przybranych w ludzką skórę                     |
| 3. Tozoztontli (krótki post)                       | 24 marca – 12 kwietnia                          | oczekiwanie deszczu, ofiary dla Tlaloca                                    |
| 4. Tozoztli (długi post)                           | 13 kwietnia – 2 maja                            | obrzęd puszczania krwi                                                     |
| 5. Toxcatl (suchy)                                 | 3 maja – 22 maja                                | początek pory deszczowej, ofiary z dzieci                                  |
| 6. Etzalqualiztli (potrawa z bobu, fasoli)         | 23 maja – 11 czerwca                            | oczekiwanie na deszcz                                                      |
| 7. Tecuhilhuitontli (małe święto książąt)          | 12 czerwca – 1 lipca                            | oczekiwanie na deszcz, ofiara z kapłanki                                   |
| 8. Hueitecuhilhuitl (wielkie święto książąt)       | 2 lipca – 21 lipca                              | święto bogini młodej kukurydzy, ofiara z dziewczyny                        |
| 9. Tlaxochimaco (narodziny kwiatów)                | 22 lipca – 10 sierpnia                          | święto indyków i placków z kukurydzy                                       |
| 10. Xocotlhuetzi (spadanie owoców)                 | 11 sierpnia – 30 sierpnia                       | ofiara całopalna                                                           |
| 11. Ochpaniztli (czas zamiecionych dróg)           | 31 sierpnia – 19 września                       | ofiara z kobiety uosabiająca dojrzałą kukurydzę                            |
| 12. Teotleco (przyjście bogów)                     | 20 września – 9 października                    | ofiara całopalna na cześć powracających bogów                              |
| 13. Tepeilhuitl (święto gór)                       | 10 października – 29 października               | ofiara dla Tlaloca z kobiet i mężczyzn                                     |
| 14. Quecholli (czapla)                             | 30 października – 18 listopada                  | czterodniowy post, przegląd broni                                          |
| 15. Panquetzaliztli (podniesienie sztandaru)       | 19 listopada – 8 grudnia                        | święto ku czci boga wojny, ceremonialne potyczki                           |
| 16. Atemoztli (spłynięcie wód)                     | 9 grudnia – 28 grudnia                          | dary dla boga domowego ogniska                                             |
| 17. Tititl (surowa pogoda)                         | 29 grudnia – 17 stycznia                        | ofiara z kobiety, magiczne wywoływanie deszczu przez płacz dzieci i kobiet |
| 18. Izcalli (zmartwychwstanie)                     | 18 stycznia – 6 lutego                          | wypiek placków z kukurydzy, składanie ofiar z jeńców co cztery lata        |
| 19. Nemotemi (dni pechowe)                         | 7 lutego – 11 lutego                            | zakaz uroczystości                                                         |

## Kalendarz wróżbiarski
Drugi kalendarz używany przez Azteków to kalendarz wróżbiarski (Tonalpohualli). Według niego przepowiadano np. przyszłość narodzonego w danym dniu człowieka, decydowano o najlepszym dniu do rozpoczęcia konkretnych przedsięwzięć itp. Kalendarz ten składał się z 260 dni (Tonalli) podzielonych na tygodnie. Każdy tydzień (Trecenas) miał 13, oznaczonych kolejnymi cyframi dni. Nazwy dni określane były 20, cyklicznie powtarzającymi się symbolicznymi nazwami. Kolejny tydzień rozpoczynał dzień o przypadającej jemu nazwie z 20 dniowego cyklu. Dwadzieścia symboli nazywano: mazatl (jeleń), acatl (trzcina), xochitl (kwiat), mizquiztli (śmierć), quiahuitl (deszcz), malinalli (trawa), coatl (wąż), tecpatl (nóż krzemienny), ozomahtli (małpa), cuitzpallin (jaszczurka), ollin (trzęsienie ziemi), itzcuintli (pies), calli (dom), cozcacuauhtli (sęp), atl (woda), ehecatl (wiatr), cuauhtli (orzeł), tochtli (królik), cipactli (krokodyl), ocelotl (jaguar). Dwudziestodniowe cykle podporządkowane były wpływom czterech stron świata.

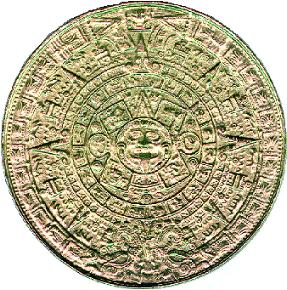
Kamień Słońca nazywany kalendarzem azteckim

Jednym z najważniejszych zabytków związanych z aztecką rachubą czasu jest tzw. Kamień Słońca (Piedra del Sol), kamienny dysk nazywany kalendarzem azteckim. Kamień pochodzi z XV wieku, został znaleziony w 1790 r. Płaskorzeźba na jego powierzchni interpretowana jest jako mit o Słońcach związany ze stworzeniem świata.

### Boscy opiekunowie poszczególnych dni (Tonalli) miesiąca według kalendarza wróżbiarskiego (Tonalpohualli)
| Dzień miesiąca | Symbol (znak) | Znaczenie        | Boski patron       |
| -------------- | ------------- | ---------------- | ------------------ |
| Cipactli       |               | Krokodyl         | Tonacatecuhtli     |
| Ehécatl        |               | Wiatr            | Quetzalcoatl       |
| Calli          |               | Dom              | Tepeyollotl        |
| Cuetzpalin     |               | Jaszczurka       | Huehuecoyotl       |
| Coatl          |               | Wąż              | Chalchiuhtlicue    |
| Miquiztli      |               | Śmierć           | Tecciztecatl       |
| Mázatl         |               | Jeleń            | Tlaloc             |
| Tochtli        |               | Królik           | Mayahuel           |
| Atl            |               | Woda             | Xiuhtecuhtli       |
| Itzcuintli     |               | Pies             | Mictlantecuhtli    |
| Ozomahtli      |               | Małpa            | Xochipilli         |
| Malinalli      |               | Trawa            | Patecatl           |
| Ácatl          |               | Trzcina          | Tezcatlipoca       |
| Océlotl        |               | Jaguar           | Tlazolteotl        |
| Cuauhtli       |               | Orzeł            | Xipe Totec         |
| Cozcacuauhtli  |               | Sęp              | Itzpapalotl        |
| Ollin          |               | Trzęsienie ziemi | Xolotl             |
| Técpatl        |               | Nóż krzemienny   | Chalchihuihtotolin |
| Quiáhuitl      |               | Deszcz           | Tonatiuh           |
| Xochitl        |               | Kwiat            | Xochiquetzal       |

## Moment zrównania obu kalendarzy
Dla wierzeń azteckich najważniejszy był moment zrównania się obu kalendarzy, który przypadał co 52 lata. Był to moment wielkiej uroczystości, czas decydujący o dalszym istnieniu świata. (Koniec każdej z poprzednich epok następował właśnie w chwili zrównania się kalendarzy). Uroczystości nazywały się toxiuh molpilia – zawiązują się nasze lata. Ludzie pozbywali się starych wizerunków bóstw i kamieni z palenisk – wrzucano je do wody. Wygaszano wszystkie ognie i paleniska. Ciężarne kobiety zamykano w spichlerzach, aby nie zamieniły się w krwiożercze bestie. Małym dzieciom nie pozwalano zasnąć, aby nie zamieniły się w myszy. Tej nocy nikt nie mógł zasnąć, kapłani mieli obowiązek odczytać z układu planet i gwiazd losy świata. Główne obrzędy odbywały się na górze Huixachtlan, położonej w rejonie miast Ixtapalapan i Colhuacan, na wschodnim brzegu jeziora Texcoco. Gdy Plejady przekroczyły zenit i już wiadomo było, że świat będzie istniał, należało rozpalić nowy ogień i ofiarować Słońcu życie ludzkie. W trakcie tej uroczystości za pomocą drewnianego świdra rozpalano ogień na piersi jeńca pochodzącego ze szlachetnego rodu. Gdy ogień płonął rozcinano jego pierś, serce składano w ofierze bogu a ogień „karmiono” ciałem. Posłańcy roznosili nowo rozpalony ogień do wszystkich miast. W Tenochtitlánie najpierw rozpalano od niego ogień w świątyni Huitzilopochtli, stamtąd kapłani zabierali go do wszystkich świątyń we wszystkich dzielnicach miasta, a ludność zanosiła go do swych domów. W ten sposób świat był, zdaniem Azteków, ocalony na następny okres 52 lat. Wszyscy ludzie nacinali płatki swych uszu aby świat mógł trwać dalej.